# Keskisaari (ö i Södra Savolax, Nyslott)
Keskisaari är en ö i Finland. Den ligger i sjön Haukivesi och i kommunen Nyslott i  landskapet Södra Savolax, i den sydöstra delen av landet, 290 km nordost om huvudstaden Helsingfors. Öns area är 1,7 hektar och dess största längd är 270 meter i öst-västlig riktning.